# 弗雷拉
弗雷拉（西班牙語：Freila）是西班牙安达卢西亚自治区格拉纳达省的一个市镇。总面积75平方公里，2001年普查人口總數為926人，人口密度為每平方公里12人。